# РЕД 2
«РЕД 2» (англ. RED 2) — американський комедійний бойовик режисера Діна Парізо спільного виробництва США, Франції і Канади, що вийшов 2013 року. У головних ролях Брюс Вілліс, Джон Малкович, Гелен Міррен. Стрічка є продовженням фільму «РЕД».
Сценаристами були Джон Гобер і Еріх Гобер, продюсерами були Лоренцо ді Бонавентура і Марк Варадіан. Вперше у США фільм продемонстрували 19 липня 2013 року. В Україні у кінопрокаті фільм прем'єра фільму відбулася 1 серпня 2013 року

## Сюжет
Вийшовши на пенсію, таємний агент ЦРУ Френк Мозес разом зі своєю дівчиною Сарою Росс намагаються жити спокійно. Проте до нього приходить Марвін Боґґс, вважаючи, що за ним стежать. Після від'їзду, машина Марвіна вибухає. З'ясовується, що було викрадено портативну ядерну зброю, і Френк разом з іншими колишніми спецагентами повинні знешкодити зловмисників.

## У ролях
| Актор              | Персонаж                                          | Роль                                      |
| ------------------ | ------------------------------------------------- | ----------------------------------------- |
| Брюс Вілліс        | Френсіс «Френк» Мозес англ. Francis "Frank" Moses | таємний агент ЦРУ, хлопець Сари           |
| Джон Малкович      | Марвін Боґґс англ. Marvin Boggs                   | колишній агент ЦРУ                        |
| Гелен Міррен       | Вікторія Вінслов англ. Victoria Winslow           | колишня агентка МІ-6                      |
| Ентоні Гопкінс     | Едвард Бейлі англ. Edward Bailey                  | доктор фізики                             |
| Мері-Луїз Паркер   | Сара Росс англ. Sarah Ross                        | дівчина Френка                            |
| Кетрін Зета-Джонс  | Катя Петроковіч англ. Katya Petrokovich           | російська секретна агентка                |
| Браян Деніс Кокс   | Іван Сіманов англ. Ivan Simanov                   | агент КДБ                                 |
| Лі Бьон-Хон        | Хан англ. Han Cho Bai                             | найнятий вбивця                           |
| Девід Тьюліс       | Жабник англ. The Frog                             |                                           |
| Ніл Мак-Дона       | Джек Нортон англ. Jack Horton                     | корумпований агент розвідки США           |
| Тім Піготт-Сміт    | Філліпс англ. Philips                             | начальник секретної розвідувальної служби |
| Емма Гемінґ-Вілліс | Келлі англ. Kelly                                 | помічниця Хана                            |

## Сприйняття

### Критика
Фільм отримав змішано-позитивні відгуки: Rotten Tomatoes дав оцінку 42 % на основі 137 відгуків від критиків (середня оцінка 5,4/10) і 64 % від глядачів із середньою оцінкою 3,6/5 (86,268 голосів). Загалом на сайті фільми має змішаний рейтинг, фільму зарахований «гнилий помідор» від кінокритиків, проте «попкорн» від глядачів, Internet Movie Database — 6,7/10 (65 015 голосів), Metacritic — 47/100 (38 відгуків критиків) і 6,8/10 від глядачів (164 голоси). Загалом на цьому ресурсі від критиків фільм отримав змішані відгуки, а від глядачів — позитивні.

### Касові збори
Під час показу у США, що розпочався 19 липня 2013 року, протягом першого тижня фільм показали у 3,016 кінотеатрах і він зібрав 18,048,422 $, що на той час дозволило йому зайняти 5 місце серед усіх прем'єр. Показ фільму протривав 91 день (13 тижнів) і завершився 17 жовтня 2013 року. За цей час фільм зібрав у прокаті у США 53,262,560  доларів США, а у решті країн 88,816,411 $ (за іншими даними 83,900,000 $), тобто загалом 142,078,971 $ (за іншими даними 137,162,560 $) при бюджеті 84 млн $.

### Нагороди та номінації
| Номінації і перемоги фільму «РЕД 2» | Номінації і перемоги фільму «РЕД 2» | Номінації і перемоги фільму «РЕД 2» | Номінації і перемоги фільму «РЕД 2»           | Номінації і перемоги фільму «РЕД 2» |
| Рік                                 | Нагорода                            | Категорія                           | Номінант                                      | Результат                           |
| ----------------------------------- | ----------------------------------- | ----------------------------------- | --------------------------------------------- | ----------------------------------- |
| 2013                                | Golden Trailer Awards               | Найкраща комедія                    | Summit Entertainment, Open Road Entertainment | Номінація                           |
| 2014                                | Премія «Вибір народу»               | Улюблений трилер                    | стрічка                                       | Номінація                           |

### Виноски
1. 1 2  RED 2: Release Info (англ.). Internet Movie Database. Процитовано 29 січня 2014.
2. 1 2  РЕД 2. Kino-teatr.ua. Процитовано 29 січня 2014.
3. 1 2 3 4 5 6  RED 2 (англ.). Box Office Mojo. Процитовано 29 січня 2014.
4. 1 2 3 4  RED 2 (англ.). The Numbers. Процитовано 29 січня 2014.
5. 1 2  RED 2 (англ.). Internet Movie Database. Процитовано 29 січня 2014.
6. ↑  RED 2 (англ.). Allmovie. Процитовано 29 січня 2014.
7. ↑  РЕД 2: Full Cast & Crew (англ.). Internet Movie Database. Процитовано 29 січня 2014.
8. ↑  RED 2 (англ.). Rotten Tomatoes. Процитовано 29 січня 2014.
9. ↑  RED 2 (англ.). Metacritic. Процитовано 29 січня 2014.
10. ↑  RED 2: Awards (англ.). Internet Movie Database. Процитовано 29 січня 2014.